# Ulster Grand Prix 1951
De Ulster Grand Prix 1951 was de zevende Grand Prix van wereldkampioenschap wegrace in het seizoen 1951. De races werden verreden op 16- en 18 augustus 1951 op het Clady Circuit, een stratencircuit in County Antrim. In Ulster kwamen vier klassen aan de start: 500 cc, 350 cc, 250 cc en 125 cc. Deze Grand Prix werd overschaduwd door de dood van Gianni Leoni en Sante Geminiani.

## Algemeen
In de eerdere Ulster GP's had de ACU alle klassen tegelijk laten rijden, waardoor coureurs die in meerdere klassen actief waren een keuze moesten maken. Dat gold in deze uitvoering niet voor de 500cc-rijders, die al op donderdag 16 augustus reden. De andere klassen reden wel tegelijk op zaterdag 18 augustus. Nu de 500cc-klasse apart van de 350cc-klasse reed, maakte Geoff Duke van de gelegenheid gebruik om beide wereldtitels veilig te stellen.

### Overlijden Gianni Leoni en Sante Geminiani
Het Clady circuit kon niet tijdens alle trainingen afgesloten worden voor het gewone verkeer, vooral omdat de B39 er deel van uitmaakte: de doorgaande weg tussen Belfast en Derry. Daardoor gebeurde er op woensdag 15 augustus een bizar ongeluk. Enrico Lorenzetti, Sante Geminiani en Gianni Leoni hadden een rustige ronde gereden en toen Lorenzetti en Geminiani stopten om iets aan de afstelling van een van de motorfietsen te veranderen (of om van motorfiets te ruilen) had Leoni dat niet gemerkt. Lorenzetti en Geminiani reden weer verder, maar kwamen in een bocht Leoni tegen, die ontdekt had dat hij alleen was. Leoni week naar links uit, zoals het bij het linkse verkeer in Ulster hoorde, maar Geminiani vergat waarschijnlijk in de haast dat hij niet in Italië was en reed met volle snelheid tegen Leoni aan. Geminiani werd ongeveer 40 meter door de lucht geslingerd en was op slag dood. Leoni stond zelfs nog op, maar verloor daarna het bewustzijn en overleed nog op dezelfde dag in het ziekenhuis van Belfast. Lorenzetti raakte lichtgewond.

## 500cc-klasse
Geoff Duke won de 500cc-race niet alleen, hij werd ook nog geholpen door Ken Kavanagh en Umberto Masetti, die voor Alfredo Milani finishten. Daardoor scoorde Milani slechts drie punten en was het wereldkampioenschap beslist. Als Milani de GP des Nations zou winnen kon hij nog op 31 punten komen. Hij had al drie streepresultaten. Duke had pas twee nulscores, maar als hij in de GP des Nations minder dan twee punten zou scoren zou dat zijn streepresultaat worden. Zo niet, dan streepte hij de twee punten van de GP van Frankrijk weg. Zo kwam hij minimaal op 34 punten en was hij dus onbereikbaar voor Milani.

### Puntenvergelijking Duke/Milani
Rode achtergrond: Mogelijke streepresultaten
| GP:            | SPA | ZWI | IOM | BEL | NED | FRA | ULS | NAT | Totaal | Max. pnt | Min. pnt. |
| -------------- | --- | --- | --- | --- | --- | --- | --- | --- | ------ | -------- | --------- |
| Geoff Duke     | 0   | 0   | 8   | 8   | 8   | 2   | 8   | ?   | 34     | 40       | 34        |
| Alfredo Milani | 0   | 0   | 0   | 6   | 6   | 8   | 3   | ?   | 23     | 31       | 23        |

| Pos | Coureur           | Merk      | Tijd      | Punten |
| --- | ----------------- | --------- | --------- | ------ |
| 1   | Geoff Duke        | Norton    | 2:36"06'2 | 8      |
| 2   | Ken Kavanagh      | Norton    | +2"49'6   | 6      |
| 3   | Umberto Masetti   | Gilera    | +3"25'0   | 4      |
| 4   | Alfredo Milani    | Gilera    | +6"38'6   | 3      |
| 5   | Johnny Lockett    | Norton    | +10"23'6  | 2      |
| 6   | Bill Doran        | AJS       | +1 ronde  | 1      |
| 7   | Louis Carter      | Norton    | +1 ronde  |        |
| 8   | Nello Pagani      | Gilera    | +1 ronde  |        |
| 9   | Albert Moule      | Norton    | +1 ronde  |        |
| 10  | Phil Carter       | Norton    | +2 ronden |        |
| 11  | Arthur Wheeler    | Norton    | +2 ronden |        |
| 12  | Jack Bailey       | Norton    | +2 ronden |        |
| 13  | Harold Grindley   | Norton    | +2 ronden |        |
| 14  | M. Acheson        | AJS       | +2 ronden |        |
| 15  | William Hall      | Velocette | +2 ronden |        |
| 16  | Robert Ferguson   | AJS       | +2 ronden |        |
| 17  | Jack Harding      | AJS       | +3 ronden |        |
| 18  | George Brockerton | Bitza     | +4 ronden |        |
| 19  | Leo Starr         | AJS       | +5 ronden |        |

| Coureur       | Merk   |
| ------------- | ------ |
| Charlie Salt  | Norton |
| Jack Brett    | Norton |
| Reg Armstrong | AJS    |
| Rod Coleman   | Norton |

| Coureur            | Merk       | Oorzaak    |
| ------------------ | ---------- | ---------- |
| Benoît Musy        | Moto Guzzi |            |
| Willy Lips         | Norton     |            |
| Ernesto Vidal      | Norton     |            |
| Roger Montané      | Norton     |            |
| Ashley Len Parry   | Norton     |            |
| Cromie McCandless  | Norton     |            |
| Fergus Anderson    | Moto Guzzi |            |
| Les Graham         | MV Agusta  | Teambeleid |
| Tommy McEwan       | Norton     |            |
| Tommy Wood         | Norton     |            |
| Manliff Barrington | Norton     |            |
| Arciso Artesiani   | MV Agusta  | Teambeleid |
| Bruno Ruffo        | Moto Guzzi |            |
| Carlo Bandirola    | MV Agusta  | Teambeleid |
| Enrico Lorenzetti  | Moto Guzzi | Blessure   |
| Sante Geminiani    | Moto Guzzi | †          |
| Len Perry          | Norton     |            |

### Top tien tussenstand 500cc-klasse
| Pos | Coureur                     | Merk       | Ptn |
| --- | --------------------------- | ---------- | --- |
| 1   | Geoff Duke (wereldkampioen) | Norton     | 34  |
| 2   | Alfredo Milani              | Gilera     | 23  |
| 3   | Umberto Masetti             | Gilera     | 15  |
| 4   | Bill Doran                  | AJS        | 13  |
| 5   | Reg Armstrong               | AJS        | 9   |
| 6   | Fergus Anderson             | Moto Guzzi | 8   |
| 6   | Enrico Lorenzetti           | Moto Guzzi | 8   |
| 8   | Tommy Wood                  | Norton     | 6   |
| 8   | Nello Pagani                | Gilera     | 6   |
| 8   | Johnny Lockett              | Norton     | 6   |
| 8   | Ken Kavanagh                | Norton     | 6   |

## 350cc-klasse
Twee dagen na zijn overwinning in de 500cc-race stelde Geoff Duke ook zijn wereldtitel in de 350cc-klasse veilig. Hij won de race voor Ken Kavanagh, die voor de tweede keer in deze week tweede werd. Johnny Lockett scoorde slechts vier punten, waardoor hij in de GP des Nations maximaal op 27 punten kon komen. Duke had er echter al 32 en ze hadden beiden al drie nulscores (lees: streepresultaten).

### Puntenvergelijking Duke/Lockett
Rode achtergrond: Mogelijke streepresultaten
| GP:            | SPA | ZWI | IOM | BEL | NED | FRA | ULS | NAT | Totaal | Max. pnt | Min. pnt. |
| -------------- | --- | --- | --- | --- | --- | --- | --- | --- | ------ | -------- | --------- |
| Geoff Duke     | 0   | 0   | 8   | 8   | 0   | 8   | 8   | ?   | 32     | 40       | 32        |
| Johnny Lockett | 0   | 0   | 6   | 6   | 0   | 3   | 4   | ?   | 19     | 27       | 19        |

| Pos | Coureur        | Merk   | Tijd      | Punten |
| --- | -------------- | ------ | --------- | ------ |
| 1   | Geoff Duke     | Norton | 2:12"58'0 | 8      |
| 2   | Ken Kavanagh   | Norton |           | 6      |
| 3   | Johnny Lockett | Norton |           | 4      |
| 4   | Reg Armstrong  | AJS    |           | 3      |
| 5   | Bill Doran     | AJS    |           | 2      |
| 6   | Jack Brett     | Norton |           | 1      |

| Coureur    | Merk      | Oorzaak |
| ---------- | --------- | ------- |
| Bob Foster | Velocette | Gestopt |
| Tommy Wood | Velocette | 250 cc  |

| Coureur             | Merk       |
| ------------------- | ---------- |
| John Grace          | Norton     |
| Leonhard Faßl       | AJS        |
| Jack Raffeld        | Velocette  |
| Paul Fuhrer         | Velocette  |
| Fernando Aranda     | Moto Guzzi |
| Bill Lomas          | Velocette  |
| Bill Petch          | AJS        |
| Bob Matthews        | Velocette  |
| Cecil Sandford      | Velocette  |
| Les Graham          | Velocette  |
| Mick Featherstone   | AJS        |
| Sid Mason           | Velocette  |
| Simon Sandys-Winsch | Velocette  |
| Rod Coleman         | AJS        |

### Top tien tussenstand 350cc-klasse
| Pos | Coureur                     | Merk      | Ptn |
| --- | --------------------------- | --------- | --- |
| 1   | Geoff Duke (wereldkampioen) | Norton    | 32  |
| 2   | Johnny Lockett              | Norton    | 19  |
| 3   | Bill Doran                  | AJS       | 16  |
| 4   | Les Graham                  | Velocette | 14  |
| 5   | Jack Brett                  | Norton    | 11  |
| 5   | Ken Kavanagh                | Norton    | 11  |
| 7   | Bill Petch                  | AJS       | 10  |
| 8   | Cecil Sandford              | Velocette | 9   |
| 8   | Reg Armstrong               | AJS       | 9   |
| 10  | Tommy Wood                  | Velocette | 8   |

## 250cc-klasse
In de 250cc-race zag men weer een van de zeldzame optredens van Maurice Cann, die - als hij aan GP's deelnam - altijd goed presteerde. Nu werd hij tweede achter Bruno Ruffo, die al vrijwel zeker was van de wereldtitel. Theoretisch kon Tommy Wood dankzij zijn derde plaats nog wereldkampioen worden, maar dan moest hij de laatste GP winnen en mocht Ruffo daar niet scoren.
| Pos | Coureur         | Merk       | Tijd      | Punten |
| --- | --------------- | ---------- | --------- | ------ |
| 1   | Bruno Ruffo     | Moto Guzzi | 2:16"44'6 | 8      |
| 2   | Maurice Cann    | Moto Guzzi | +14'4     | 6      |
| 3   | Arthur Wheeler  | Velocette  | +6"28'4   | 4      |
| 4   | Tommy Wood      | Moto Guzzi | +9"07'4   | 3      |
| 5   | Douglas Beasley | Velocette  | +15"44'4  | 2      |
| 6   | Norman Blemings | Excelsior  | +21"03'4  | 1      |

| Coureur           | Merk       | Oorzaak  |
| ----------------- | ---------- | -------- |
| Dario Ambrosini   | Benelli    | †        |
| Enrico Lorenzetti | Moto Guzzi | Blessure |
| Gianni Leoni      | Moto Guzzi | †        |

| Coureur         | Merk       |
| --------------- | ---------- |
| Benoît Musy     | Moto Guzzi |
| Werner Gerber   | Moto Guzzi |
| Bill Lomas      | Velocette  |
| Cecil Sandford  | Velocette  |
| Fergus Anderson | Moto Guzzi |
| Fron Purslow    | Norton     |
| Wilf Hutt       | Moto Guzzi |
| Alano Montanari | Moto Guzzi |
| Bruno Francisci | Moto Guzzi |
| Guido Paciocca  | Moto Guzzi |
| Nino Grieco     | Parilla    |

### Top tien tussenstand 250cc-klasse
| Pos | Coureur             | Merk       | Ptn |
| --- | ------------------- | ---------- | --- |
| 1   | Bruno Ruffo         | Moto Guzzi | 22  |
| 2   | Tommy Wood          | Moto Guzzi | 15  |
| 3   | Dario Ambrosini (†) | Benelli    | 14  |
| 4   | Gianni Leoni (†)    | Moto Guzzi | 10  |
| 5   | Arthur Wheeler      | Velocette  | 6   |
| 5   | Maurice Cann        | Moto Guzzi | 6   |
| 7   | Enrico Lorenzetti   | Moto Guzzi | 4   |
| 8   | Wilf Hutt           | Moto Guzzi | 3   |
| 8   | Fergus Anderson     | Moto Guzzi | 3   |
| 10  | Benoît Musy         | Moto Guzzi | 2   |

## 125cc-klasse
In het seizoen 1950 had de 125cc-klasse in Ulster slechts drie deelnemers gekend (het fabrieksteam van Mondial) en daarom had de FIM besloten dat er ten minste zes deelnemers moesten zijn voor een tellend resultaat. Onder meer door het wegblijven van het fabrieksteam van MV Agusta en het overlijden van Guido Leoni en Raffaele Alberti waren die er niet. Bovendien verongelukte Gianni Leoni tijdens de trainingen. Toch startten vier coureurs in de 125cc-klasse, maar zij reden om des keizers baard.
| Pos | Coureur           | Merk      | Punten |
| --- | ----------------- | --------- | ------ |
| 1   | Cromie McCandless | Mondial   | 0      |
| 2   | Gianfranco Zanzi  | Mondial   | 0      |
| 3   | Clifford Clegg    | Excelsior | 0      |
| 4   | Carlo Ubbiali     | Mondial   | 0      |

| Coureur               | Merk      | Oorzaak    |
| --------------------- | --------- | ---------- |
| José Antonio Elizalde | Montesa   |            |
| José Maria Llobet     | Montesa   |            |
| Juan Soler Bultó      | Montesa   |            |
| Les Graham            | MV Agusta | Teambeleid |
| Emilio Mendogni       | Morini    |            |
| Franco Bertoni        | MV Agusta | Teambeleid |
| Gianni Leoni          | Mondial   | †          |
| Giuseppe Matucci      | MV Agusta | Teambeleid |
| Guido Leoni           | Mondial   | †          |
| Luigi Zinzani         | Morini    |            |
| Nello Pagani          | Mondial   |            |
| Otello Spadoni        | Mondial   |            |
| Raffaele Alberti      | Mondial   | †          |
| Romolo Ferri          | Mondial   |            |
| Vittorio Zanzi        | Morini    |            |

### Top tien tussenstand 125cc-klasse
| Pos | Coureur              | Merk      | Ptn |
| --- | -------------------- | --------- | --- |
| 1   | Carlo Ubbiali        | Mondial   | 12  |
| 1   | Gianni Leoni (†)     | Mondial   | 12  |
| 3   | Guido Leoni (†)      | Mondial   | 8   |
| 3   | Cromie McCandless    | Mondial   | 8   |
| 5   | Vittorio Zanzi       | Morini    | 7   |
| 6   | Luigi Zinzani        | Morini    | 6   |
| 7   | Juan Soler Bultó     | Montesa   | 4   |
| 7   | Les Graham           | MV Agusta | 4   |
| 9   | Raffaele Alberti (†) | Mondial   | 3   |
| 9   | Nello Pagani         | Mondial   | 3   |

1922 · 1923 · 1924 · 1925 · 1926 · 1927 · 1928 · 1929 · 1930 · 1931 · 1932 · 1933 · 1934 · 1935 · 1936 · 1937 · 1938 · 1939 · 1946 · 1947 · 1948 · 1949 · 1950 · 1951 · 1952 · 1953 · 1954 · 1955 · 1956 · 1957 · 1958 · 1959 · 1960 · 1961 · 1962 · 1963 · 1964 · 1965 · 1966 · 1967 · 1968 · 1969 · 1970 · 1971 · 1973 · 1974 · 1975 · 1976 · 1977 · 1978 · 1979 · 1980 · 1981 · 1982 · 1983 · 1984 · 1985 · 1986 · 1988 · 1989 · 1990 · 1991 · 1992 · 1993 · 1994 · 1995 · 1996 · 1997 · 1998 · 1999 · 2000 · 2001 · 2002 · 2003 · 2004 · 2005 · 2006 · 2007 · 2008 · 2009 · 2010 · 2011 · 2012 · 2013 · 2014 · 2015